# Gerrit Huy
Rose Gerrit Huy (* 13. Mai 1953 in Braunschweig) ist eine deutsche Politikerin (AfD) und seit 2021 Mitglied des Deutschen Bundestages.

## Ausbildung und Beruf
Huy wurde als Tochter eines Flugkapitäns in Braunschweig geboren und verbrachte ihre Schulzeit bis zum Abitur in Hamburg. Nach einer Lehre bei der Commerzbank in Hamburg absolvierte sie in Hamburg und Paris ein Studium der Mathematik, das sie als Diplom-Mathematikerin abschloss. Anschließend studierte sie in Hamburg Volkswirtschaftslehre und beendete ihr Studium als Diplom-Volkswirtin. In Harvard erwarb sie an der John F. Kennedy School of Government anschließend einen MPA (Master of Public Administration).
1986 kam sie zu Daimler, um dort als persönliche Referentin des damaligen Finanzvorstands Edzard Reuter zu arbeiten. Danach arbeitete sie in leitenden Funktionen der Automobilindustrie bei Mercedes-Benz, in der Telekommunikationsindustrie als Vorstand für Telekommunikations- und Mediendienste der Daimler-Benz Interservices (debis) AG, in der IT-Industrie als Vorsitzende der Geschäftsführung von Compaq Computer Deutschland sowie als selbständige Unternehmensberaterin im Bereich Wagniskapital. Im Oktober 2001 wechselte sie von der digitalen Forschungsstätte Beta Research zur Position der Geschäftsführerin der Holding Kirch Pay-TV. Als jedoch zwei Wochen nach ihrem Dienstantritt die geplante d-box abgesagt wurde, verließ sie die Firma. Zu ihrem beruflichen Werdegang nach 2001 liegen keine öffentlichen Informationen vor.

## Politische Tätigkeiten
2017 trat Huy in die AfD ein. Als Grund gab sie beim Einzug in den Deutschen Bundestag an, sie habe die Flüchtlingspolitik der damaligen Bundesregierung als zu liberal bewertet. In der AfD wirkte Gerrit Huy bei der inhaltlichen Entwicklung des Parteiprogramms mit. Sie war als Leiterin des Bundesfachausschusses für Arbeit und Soziales an der Erstellung des Sozialkonzeptes der AfD beteiligt.
Bei der Bundestagswahl 2021 erreichte sie im Bundestagswahlkreis Weilheim mit 7,1 % der Erststimmen den fünften Platz und verpasste damit das Direktmandat, jedoch zog sie über den zwölften Listenplatz der AfD Bayern in den 20. Deutschen Bundestag ein. Dort ist Huy ordentliches Mitglied im Ausschuss für Arbeit und Soziales und gehört als stellvertretendes Mitglied dem Finanzausschuss an.
Nach Informationen des Recherchenetzwerks Correctiv war Huy Teilnehmerin eines geheimen Treffens am 25. November 2023 in der Villa Adlon in Potsdam mit Teilnehmern der Neuen Rechten, darunter der radikal rechte österreichische Aktivist und Buchautor Martin Sellner. Bei dem Treffen wurde über einen „Masterplan“ zur praktischen Umsetzung der Vertreibung von Millionen Menschen aus Deutschland, auch solchen mit deutscher Staatsangehörigkeit, gesprochen (sogenannte Remigration). Huy hat angegeben, dass sie dieses Ziel schon länger verfolge.
Im Dezember 2024 wurde sie erneut auf die bayerische Landesliste für die Wahl zum 21. Deutschen Bundestag gewählt, wo sie auf Listenplatz 4 antrat.
Bei der Bundestagswahl 2025 trat sie im Bundestagswahlkreis Weilheim an und unterlag mit 15,5 Prozent der Stimmen Alexander Dobrindt. Sie wurde über die Landesliste der AfD in den 21. Deutschen Bundestag gewählt. Dort ist sie Mitglied im Ausschuss für Arbeit und Soziales sowie stellvertretendes Mitglied im Finanzausschuss.

## Privates
Huy wohnt in Inning am Ammersee und ist Mutter von drei erwachsenen Kindern.

## Schriften
- Gerrit Huy: Gerrit Huy. 7. Kapitel. In: Stephan Schwarz (Hrsg.): Mutfrauen. Erfolgreich mit Qualität. Ohne Quote. Ohne Quatsch. Mit einem Geleitwort von Beatrix von Storch. 2. Auflage. Gerhard-Hess-Verlag, Uhingen 2025, ISBN 978-3-87336-856-9, S. 47–53 (Inhaltsverzeichnis).